# Caenoptychia boulleti
Caenoptychia boulleti é uma espécie monotípica de inseto lepidóptero da família dos ninfalídeos (Nymphalidae), ou seja, das borboletas. É endêmica do sudeste do Brasil e foi registrada nas serras do Mar e da Mantiqueira, entre São Paulo (Campos do Jordão) e Espírito Santo (Santa Teresa), onde ainda está presente na Estação Biológica de Santa Lúcia. Há registros adicionais em Resende (no Parque Nacional do Itatiaia) e Petrópolis (em Independência, que atualmente se encontra desmatada e deve ter perdido sua colônia), ambas no Rio de Janeiro. É uma espécie pouco conhecida, se sabendo apenas que os machos preferem topos de morros. É classificada como ameaçada na avaliação do Instituto Chico Mendes de Conservação da Biodiversidade (ICMBio) e é uma espécie sujeita à degradação e destruição de seu habitat. Em 2005, foi classificada na Lista de Espécies da Fauna Ameaçadas do Espírito Santo.